# Prémios Autores de 2014
A 5.ª Edição dos Prémios Autores ocorreu a 8 de maio de 2014, no Salão Nobre da Câmara Municipal de Lisboa, Portugal. Esta edição foi a primeira em que não se realizou uma gala de atribuição dos prémios, por indisponibilidade da RTP, tendo ocorrido apenas um evento para a sua entrega.

## Vencedores e nomeados
NotaOs vencedores estão destacados a negrito.

### Artes visuais
- Melhor trabalho de fotografia
  - Rei Capitão Soldado Ladrão, de Jorge Molder
  - Andar, Abraçar, de Helena Almeida
  - Time Machine, de Edgar Martins
- Melhor exposição de artes plásticas
  - A Substância do Tempo, de Jorge Martins
  - Arte Vida/Vida Arte, de Alberto Carneiro
  - Palácio Nacional da Ajuda, de Joana Vasconcelos
- Melhor trabalho cenográfico
  - O Preço, de António Casimiro e João Lourenço
  - A Noite, de Ana Paula Rocha
  - À Espera de Godot, de João Mendes Ribeiro

### Cinema
- Melhor argumento
  - Luís Filipe Rocha em Até Amanhã, Camaradas
  - Carlos Saboga em Photo
  - Catarina Ruivo e António Pedro Figueiredo em Em Segunda Mão
- Melhor atriz
  - Maria João Bastos em Bairro
  - Anabela Moreira em É o Amor
  - Carla Chambel em Quarta Divisão
- Melhor ator
  - Gonçalo Waddington em Até Amanhã, Camaradas
  - Rui Morrison em Photo
  - Pedro Hestnes em Em Segunda Mão
- Melhor filme
  - A Última Vez Que Vi Macau, de João Pedro Rodrigues e João Rui Guerra da Mata
  - É o Amor, de João Canijo
  - Em Segunda Mão, de Catarina Ruivo

### Dança
- Melhor coreografia
  - Salto, de André Mesquita
  - Abstand, de Luís Marrafa e António Cabrita
  - Fica no Singelo, de Clara Andermatt

### Literatura
- Melhor livro infantojuvenil
  - O Senhor Pina, escrito por Álvaro Magalhães, ilustrado por José Luiz da Rocha
  - Irmão Lobo, escrito por Carla Maia de Almeida, ilustrado por António Jorge Gonçalves
  - O Rei Vai à Caça, escrito por Adélia Carvalho, ilustrado por Marta Madureira
- Melhor livro de poesia
  - Gaveta do Fundo, de A. M. Pires Cabral
  - A Fome Apátrida das Aves, de Francisco Duarte Mangas
  - Instituto de Antropologia, de Jorge Reis-Sá
- Melhor livro de ficção narrativa
  - Para Onde Vão os Guarda-Chuvas, de Afonso Cruz
  - A Rocha Branca, de Fernando Campos
  - No Labirinto de Centauro, de Rui Vieira

### Música
- Melhor canção
  - "Lenço Enxuto", de Samuel Úria
  - "Gosto de me Drogar", de JP Simões
  - "How I Feel", de João Vieira
- Melhor trabalho de música erudita
  - Magnificat, de António Pinho Vargas
  - Fanfarra Ciclópica, de Luís Cardoso
  - Livro de Florbela, de Nuno Côrte-Real
- Melhor disco
  - Almost Visible Orchestra, de Noiserv
  - As Viúvas Não Temem a Morte, de Ciclo Preparatório
  - Gisela João, de Gisela João

### Rádio
- Melhor programa de rádio
  - 5 Minutos de Jazz, de José Duarte — Antena 1
  - Em Sintonia, de António Cartaxo — Antena 2
  - Programa da Manhã, de Pedro Ribeiro e equipa — Rádio Comercial

### Teatro
- Melhor texto português representado
  - Sabe Deus Pintar o Diabo, de Abel Neves
  - Coragem Hoje, Abraços Amanhã, de Joana Brandão
  - Finge, de Carlos J.Pessoa
- Melhor espetáculo
  - Yerma, de João Garcia Miguel
  - O Preço, de João Lourenço
  - 4 AD HOC, de Luís Miguel Cintra
- Melhor atriz
  - Flávia Gusmão em As Centenárias
  - Maria João Pinho em O Campeão do Mundo Ocidental
  - Maya Booth em Actor Imperfeito
- Melhor ator
  - João Perry em O Preço
  - Elmano Sancho em O Campeão do Mundo Ocidental
  - Miguel Borges em Yerma

### Televisão
- Melhor programa de entretenimento
  - Odisseia, autoria de Gonçalo Waddington, Bruno Nogueira e Tiago Guedes, realização de Tiago Guedes (RTP)
  - Conta-me História, autoria e realização de Luís Filipe Borges (RTP)
  - Música Maestro, autoria e realização de Rui Massena (RTP)
- Melhor programa de ficção
  - Linhas de Torres, autoria de Carlos Saboga, realização de Valeria Sarmiento (RTP)
  - Belmonte, adaptação de Artur Ribeiro com Cláudia Sampaio, Elisabete Moreira, Joana Pereira da Silva, Nuno Duarte, Simone Pereira, realização de António Borges Correia, Jorge Humberto Carvalho, Jorge Queiroga e Nuno Franco (TVI)
  - Uma Família Açoriana, autoria de João Nunes, realização de João Cayatte (RTP)
- Melhor programa de informação
  - Travessia no Deserto — Mafalda Gameiro (RTP)
  - A Prova — Sofia Pinto Coelho (SIC)
  - Quadratura do Círculo — (SIC Notícias)

### Prémios Especiais
- Prémio Programação Cultural Autárquica: ANMP - Associação Nacional de Municípios Portugueses

- Prémio Vida e Obra de Autor Nacional: José-Augusto França

- Prémio Internacional: Ruy Mingas [5]